# 7e cérémonie des Australian Film Critics Association Awards
La 7e cérémonie des Australian Film Critics Association Awards (AFCA Awards), décernés par l'Australian Film Critics Association, a eu lieu en janvier 2013 et a récompensé les meilleurs films réalisés l'année précédente,.

## Palmarès

### AFCA Film Awards

#### Meilleur film
- Les Saphirs (The Sapphires)
  - Hail
  - The King is Dead!
  - Lore
  - Wish You Were Here

#### Meilleur réalisateur
- Cate Shortland pour Lore
  - Wayne Blair pour Les Saphirs (The Sapphires)
  - Amiel Courtin-Wilson pour Hail
  - Kieran Darcy-Smith pour Wish You Were Here
  - Rolf de Heer pour The King is Dead!

#### Meilleur acteur
- Joel Edgerton pour le rôle de Dave Flannery dans Wish You Were Here
  - Matthew Goode pour le rôle de Tom dans Burning Man
  - Daniel P. Jones pour le rôle de  dans Hail
  - Ewen Leslie pour le rôle de  dans Dead Europe
  - Chris O'Dowd pour le rôle de Dave dans Les Saphirs (The Sapphires)

#### Meilleure actrice
- Saskia Rosendahl pour le rôle de Lore dans Lore
  - Toni Collette pour le rôle de Shaz dans Mental
  - Deborah Mailman pour le rôle de Gail McCrae dans Les Saphirs (The Sapphires)
  - Felicity Price pour le rôle d'Alice Flannery dans Wish You Were Here
  - Sarah Snook pour le rôle de Stevie dans Ne convient pas pour les enfants

#### Meilleur acteur dans un second rôle
- Gary Waddell pour le rôle du roi dans The King is Dead!
  - Marton Csokas pour le rôle de Nico dans Dead Europe
  - Liev Schreiber pour le rôle de Trevor Blundell dans Mental
  - Kodi Smit-McPhee pour le rôle de Josef dans Dead Europe
  - Antony Starr pour le rôle de Jeremy King dans Wish You Were Here

#### Meilleure actrice dans un second rôle
- Jessica Mauboy pour le rôle de Julie McCrae dans Les Saphirs (The Sapphires)
  - Essie Davis pour le rôle de Karen dans Burning Man
  - Rebecca Gibney pour le rôle de Shirley Moochmoore dans Mental
  - Deborah Mailman pour le rôle de Sandra dans Mental
  - Bojana Novakovic pour le rôle de Sarah dans Burning Man

#### Meilleur scénario
- Lore – Cate Shortland et Robin Mukherjee
  - Hail – Amiel Courtin-Wilson
  - The King is Dead! – Rolf de Heer
  - Les Saphirs (The Sapphires) – Keith Thompson et Tony Briggs
  - Wish You Were Here – Kieran Darcy-Smith et Felicity Price

#### Meilleurs décors
- Lore – Silke Fischer
  - Burning Man – Steven Jones-Evans
  - Hail – Zohie Castellano
  - Mental – Graham Walker
  - Les Saphirs (The Sapphires) – Melinda Doring

#### Meilleure photographie
- Lore – Adam Arkapaw
  - Burning Man – Garry Phillips
  - Dead Europe – Germain McMicking
  - Hail – Germain McMicking
  - Les Saphirs (The Sapphires) – Warwick Thornton
  - Wish You Were Here – Jules O'Loughlin

#### Meilleur montage
- Burning Man – Martin Connor
  - Hail – Peter Sciberras
  - Lore – Veronika Jenet
  - Les Saphirs (The Sapphires) – Dany Cooper
  - Wish You Were Here – Jason Ballantine

#### Meilleure musique de film
- Les Saphirs (The Sapphires) – Cezary Skubiszewski
  - 33 Postcards – Antony Partos
  - Hail – Steve Benwell
  - Lore – Max Richter
  - The King Is Dead! – Graham Tardif

#### Meilleur film étranger en anglais
- Hugo Cabret (Hugo)
  - Argo
  - Les Bêtes du sud sauvage (Beasts of The Southern Wild)
  - The Deep Blue Sea
  - Moonrise Kingdom

#### Meilleur film en langue étrangère
- Une séparation (جدایی نادر از سیمین, Jodāei-ye Nāder az Simin) –  Iran
  - Holy Motors –  France
  - Le Havre –  Finlande,  France
  - Le Gamin au vélo –  Belgique
  - The Raid (Serbuan maut) –  Indonésie

#### Meilleur film documentaire
- Sugar Man (Searching for Sugar Man)
  - All The Way Through Evening
  - I Am 11
  - Life In Movement
  - Paul Kelly: Stories Of Me

### AFCA Writings Awards
- Ivan Hutchinson Award du meilleur article sur le cinéma australien : « God in all things » pour Hail – Josh Nelson
- Meilleur article sur le cinéma non-australien : « The Shape of Rage » pour A Dangerous Method – Rebecca Harkins Cross
- Meilleure critique de film australien : All the Way Through Evening – Michael Scott
- Meilleure critique de film non-australien : Le Monde de Charlie (The Perks of Being a Wallflower) – Laurence Barber
  - Mention spéciale : The Masters of Being – Laurence Barber

## Statistiques

### Nominations multiples
10 : Les Saphirs
8 : Hail, Lore, Wish You Were Here
6 : Burning Man
5 : The King Is Dead!, Mental
4 : Dead Europe

### Récompenses multiples
5 : Lore
3 : Les Saphirs